# Torskinge
Torskinge är kyrkby i Torskinge socken utanför Forsheda i Värnamo kommun. 
Torskinge kyrka från 1200-talet är förknippad med en sägen, Hjältinnan vid Torskinge kyrka.